# Вибух A321 над Синайським півостровом

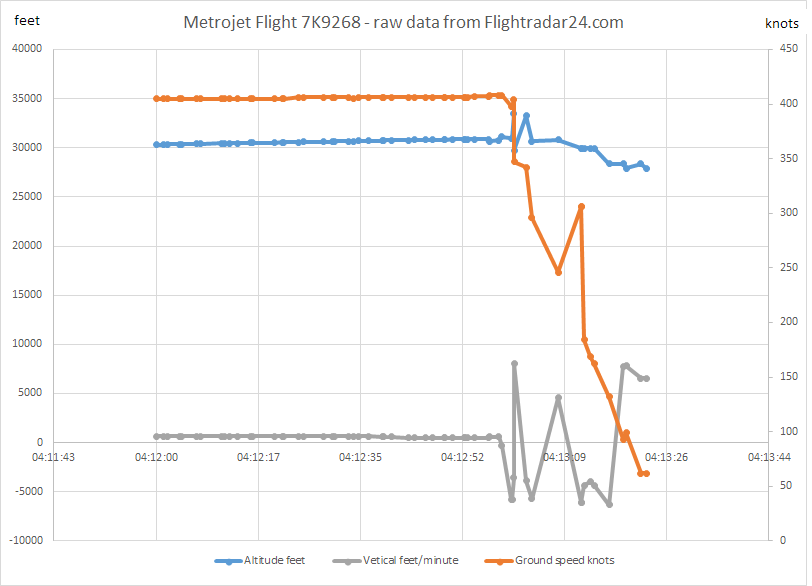
Дані вебсервісу Flightradar24 останньої хвилини польоту Airbus A321-231 рейсом 7K9268 31 жовтня 2015 року
----
― вертикальна швидкість (фут/хв.)― висота польоту (фут)― шляхова швидкість (вузол)

Маршрут польоту Airbus A321-231 рейсом 7K-9268 31 жовтня 2015 року
----
● 03:50 (ВКЧ) — виліт з міжнародного аеропорту Шарм-ель-Шейх та рух повітряною трасою R650.
› — повідомлення диспетчера про невідомі технічні неполадки та зміна маршруту літака в напрямку аеропорту Каїра.
● 04:13:19 (ВКЧ) — зникнення авіалайнера з екранів радіолокаторів (остання зафіксована висота 27925 (+8512), шляхова швидкість 62 вузли (115 км/год)

Катастрофа A321 над Синайським півостровом — авіаційна катастрофа, що сталася зранку в суботу 31 жовтня 2015 року, в якій загинули 224 людини. Авіалайнер Airbus A321 російської компанії «Когалимавіа» (торгова марка Metrojet), зафрахтований туристичними операторами «Бріско» і «Одеон», виконував чартерний рейс Шарм-еш-Шейх — Санкт-Петербург. Через 23 хвилини після вильоту з ним пропав радіозв'язок, і літак зник з радарів. Пошукові групи єгипетського уряду виявили уламки літака біля міста Ель-Аріш.

## Наслідки
З 224 загиблими, рейс 9268 став найсмертоноснішою авіакатастрофою в історії Єгипту та Росії. За даними МЗС Росії, МЗС України і посольства Республіки Білорусь у Єгипті, серед загиблих знаходилися 219 громадян Росії (у тому числі сім членів екіпажу), четверо громадян України і один громадянин Білорусі.
| Країна   | Екіпаж | Пасажири | Разом |
| -------- | ------ | -------- | ----- |
| Україна  | 0      | 4[a]     | 4[a]  |
| Росія    | 7[a]   | 212[a]   | 219   |
| Білорусь | 0      | 1[a]     | 1[a]  |
| Разом    | 7      | 217      | 224   |

^  Для перегляду списку загиблих необхідно натиснути на відповідне число.
| № | Прізвище, ім’я та по батькові  | Спеціаліст                 |
| - | ------------------------------ | -------------------------- |
| 1 | Нємов Валерій Юрійович         | Командир повітряного судна |
| 2 | Трухачов Сергій Станіславович  | Другий пілот               |
| 3 | Марцевич Валентина Петрівна    | Старший бортпровідник      |
| 4 | Бєломєстнов Андрій Віталійович | Бортпровідник              |
| 5 | Олару Ірина Дмитрівна          | Бортпровідниця             |
| 6 | Свиридов Станіслав Васильович  | Бортпровідник              |
| 7 | Філімонов Олексій Андрійович   | Бортпровідник              |

| № | Регіон        | Прізвище та ім’я            | Дата народження | Примітки                   |
| - | ------------- | --------------------------- | --------------- | -------------------------- |
| 1 | Вітрянка      | Мовчанова Лілія             | 14 червня 1991  |                            |
| 2 | Тернівка      | Сачук Володимир Вікторович  | 17 червня 1989  |                            |
| 3 | Сєвєродонецьк | Усатов Кирило               | 15 березня 1999 | Сім’я Усатових: мати і син |
| 4 | Сєвєродонецьк | Усатова Ірина Володимирівна | 13 лютого 1972  | Сім’я Усатових: мати і син |

| \| № \| Регіон \| Прізвище та ім'я \| Дата народження \| \| --- \| --------------------- \| ----------------------------------- \| ----------------- \| \| 1 \| Санкт-Петербург \| Акімов Михайло Євгенович \| 30 травня 1973 \| \| 2 \| Санкт-Петербург \| Амосов Андрій Володимирович \| 8 грудня 1964 \| \| 3 \| Санкт-Петербург \| Анікеєва Маргарита Яківна \| 14 вересня 1949 \| \| 4 \| Санкт-Петербург \| Анісімов Віктор Анатолійович \| 7 травня 1962 \| \| 5 \| Санкт-Петербург \| Баглаєв Павло Володимирович \| 12 грудня 1960 \| \| 6 \| Ленінградська область \| Башакова Надія Олександрівна \| 15 листопада 1937 \| \| 7 \| Ленінградська область \| Беспалова Галина Миколаївна \| 16 вересня 1949 \| \| 8 \| Ленінградська область \| Богданов Антон Дмитрович \| 28 жовтня 2005 \| \| 9 \| Ленінградська область \| Богданов Дмитро Євгенович \| 27 січня 1969 \| \| 10 \| Ленінградська область \| Богданова Анастасія Дмитрівна \| 4 жовтня 1993 \| \| 11 \| Санкт-Петербург \| Богданова Валерія Сергіївна \| 16 листопада 1990 \| \| 12 \| Санкт-Петербург \| Брюло Євген Олександрович \| 21 листопада 1966 \| \| 13 \| Санкт-Петербург \| Брюло Марина В'ячеславівна \| 28 січня 1967 \| \| 14 \| Смоленська область \| Булеєва Юлія В'ячеславівна \| 15 липня 1990 \| \| 15 \| Санкт-Петербург \| Буткевич Олександр Костянтинович \| 27 серпня 1955 \| \| 16 \| Санкт-Петербург \| Валянська Катерина Валентинівна \| 22 липня 1992 \| \| 17 \| ? \| Васильєва Лілія \| 16 вересня 2002 \| \| 18 \| Новгородська область \| Васильєва Марина Миколаївна \| 1 вересня 1958 \| \| 19 \| Санкт-Петербург \| Ветлугін Олександр Аркадійович \| 26 липня 1980 \| \| 20 \| Санкт-Петербург \| Винник Дмитро Олегович \| 6 вересня 2013 \| \| 21 \| Санкт-Петербург \| Винник Маріанна \| 26 травня 1987 \| \| 22 \| Санкт-Петербург \| Винник Олександра Олегівна \| 6 лютого 2012 \| \| 23 \| Ленінградська область \| Виноградська Євгенія Валеріївна \| 26 листопада 1986 \| \| 24 \| Псковська область \| Віталєва Аліса Денисівна \| 28 лютого 2001 \| \| 25 \| Псковська область \| Віталєва Ірина Сергіївна \| 5 лютого 1978 \| \| 26 \| Санкт-Петербург \| Вишнєв Армен Наполеонович \| 26 жовтня 1988 \| \| 27 \| Санкт-Петербург \| Волженкова Ганна Володимирівна \| 2 травня 1987 \| \| 28 \| Санкт-Петербург \| Волков Микола Миколайович \| 12 грудня 1982 \| \| 29 \| Санкт-Петербург \| Волкова Марина Володимирівна \| 14 листопада 1965 \| \| 30 \| Санкт-Петербург \| Волкова Юлія Миколаївна \| 28 квітня 1967 \| \| 31 \| Санкт-Петербург \| Воскресенська Ельвіра Олександрівна \| 8 лютого 1987 \| \| 32 \| Санкт-Петербург \| Гавриков Олександр Вікторович \| 4 січня 1980 \| \| 33 \| Санкт-Петербург \| Гайдамак Аліна Миколаївна \| 30 квітня 1988 \| \| 34 \| Санкт-Петербург \| Гайдамак Олена В'ячеславівна \| 8 червня 1965 \| \| 35 \| Новгородська область \| Галанова Олена Євгенівна \| 23 жовтня 1972 \| \| 36 \| Санкт-Петербург \| Герасина Віра Олексіївна \| 16 вересня 2009 \| \| 37 \| Санкт-Петербург \| Герасіна Юлія Борисівна \| 29 травня 1973 \| \| 38 \| Санкт-Петербург \| Гірін Дмитро Володимирович \| 23 вересня 1983 \| \| 39 \| Санкт-Петербург \| Глидяєв Деніс Миколайович \| 17 січня 1982 \| \| 40 \| Санкт-Петербург \| Голенков Володимир Львович \| 26 березня 1967 \| \| 41 \| Санкт-Петербург \| Голенкова Вікторія Юріївна \| 14 липня 1970 \| \| 42 \| Санкт-Петербург \| Голенкова Діана Еміновна \| 2 вересня 2011 \| \| 43 \| Санкт-Петербург \| Голубева Ніна Валеріївна \| 21 січня 1972 \| \| 44 \| Псковська область \| Горбатенко Андрій Юрійович \| 14 липня 1980 \| \| 45 \| Санкт-Петербург \| Гордін Леонід Валерійович \| 27 листопада 1986 \| \| 46 \| Ленінградська область \| Гречкіна Тетяна Іванівна \| 20 січня 1952 \| \| 47 \| Санкт-Петербург \| Григорьєва Дар’я Юріївна \| 29 грудня 1991 \| \| 48 \| Санкт-Петербург \| Григорьєва Катерина Сергіївна \| 2 липня 2003 \| \| 49 \| ? \| Григорьєва Наталія \| 8 квітня 1979 \| \| 50 \| Ленінградська область \| Громов Олексій Михайлович \| 1 червня 1988 \| \| 51 \| Ленінградська область \| Громова Дарина Олексіївна \| 26 грудня 2014 \| \| 52 \| Ленінградська область \| Громова Тетяна Сергіївна Олексіївна \| 9 грудня 1988 \| \| 53 \| Новгородська область \| Гумичко Людмила Миколаївна \| 25 травня 1958 \| \| 54 \| Санкт-Петербург \| Даниленко Надія Едуардівна \| 18 квітня 1990 \| \| 55 \| Санкт-Петербург \| Данилова Наталія Сергіївна \| 24 серпня 1987 \| \| 56 \| Санкт-Петербург \| Дементич Тетяна Вікторівна \| 7 травня 1951 \| \| 57 \| Санкт-Петербург \| Добриця Андрій Володимирович \| 18 лютого 1971 \| \| 58 \| Санкт-Петербург \| Добриця Римма Асхатовна \| 7 серпня 1971 \| \| 59 \| Санкт-Петербург \| Домашня Олена Олександрівна \| 15 листопада 1990 \| \| 60 \| ? \| Дудочкіна Світлана \| 14 березня 1962 \| \| 61 \| ? \| Дунаєв Олександр \| 16 лютого 1947 \| \| 62 \| Ленінградська область \| Дунаєва Ніна Миколаївна \| 8 червня 1953 \| \| 63 \| Санкт-Петербург \| Дутченко Олена Борисівна \| 28 листопада 1968 \| \| 64 \| Санкт-Петербург \| Душечкіна Валерія Андріївна \| 10 травня 2005 \| \| 65 \| Санкт-Петербург \| Євграфова Євгенія Андріївна \| 7 червня 1988 \| \| 66 \| Санкт-Петербург \| Жималенков Мирон Сергійович \| 27 липня 2013 \| \| 67 \| Санкт-Петербург \| Жималенков Сергій Євгенович \| 13 серпня 1983 \| \| 68 \| Санкт-Петербург \| Жималенкова Олена Володимирівна \| 16 лютого 1986 \| \| 69 \| Санкт-Петербург \| Завгородня Ірина Валентинівна \| 30 серпня 1973 \| \| 70 \| Новгородська область \| Замолотова Галина Миколаївна \| 9 січня 1953 \| \| 71 \| Ленінградська область \| Зорькіна Ганна Валеріївна \| 10 березня 1984 \| \| 72 \| Ленінградська область \| Зорькіна Ганна Вікторівна \| 18 серпня 1986 \| \| 73 \| Ленінградська область \| Зуєва Марина Сергіївна \| 12 лютого 1990 \| \| 74 \| Санкт-Петербург \| Іванова Іраїда Олександрівна \| 22 травня 1938 \| \| 75 \| Санкт-Петербург \| Іванюк Галина Володимирівна \| 28 грудня 1957 \| \| 76 \| Ленінградська область \| Івлева Марина Олександрівна \| 10 січня 1971 \| \| 77 \| Ленінградська область \| Івлева Марія Романівна \| 7 вересня 2000 \| \| 78 \| Санкт-Петербург \| Ілларіонова Олександра Іванівна \| 14 серпня 1987 \| \| 79 \| Новгородська область \| Іщенко Ірина Миколаївна \| 31 січня 1953 \| \| 80 \| Санкт-Петербург \| Йоргенс Олена Володимирівна \| 4 жовтня 1971 \| \| 81 \| Пермський край \| Казак Любов Василівна \| 6 листопада 1957 \| \| 82 \| Санкт-Петербург \| Калиніна Євгенія Іванівна \| 5 травня 1951 \| \| 83 \| Ленінградська область \| Калиніна Ольга Вікторівна \| 10 грудня 1973 \| \| 84 \| Санкт-Петербург \| Канчерова Валерія Валеріївна \| 21 лютого 1983 \| \| 85 \| Ленінградська область \| Ким Людмила Вікторівна \| 4 липня 1975 \| \| 86 \| Санкт-Петербург \| Кириллова Ольга Володимирівна \| 11 серпня 1985 \| \| 87 \| Ленінградська область \| Кисельов Анатолій Сергійович \| 21 серпня 1983 \| \| 88 \| Тамбовська область \| Клочков Олексій Юрійович \| 1 липня 1989 \| \| 89 \| Тамбовська область \| Клочкова Світлана Сергіївна \| 25 січня 1989 \| \| 90 \| Санкт-Петербург \| Ковальова Ірина Олександрівна \| 2 вересня 1967 \| \| 91 \| Псковська область \| Кожемякова Катерина Миколаївна \| 19 серпня 1982 \| \| 92 \| Мурманська область \| Козлова Любов Володимирівна \| 1 липня 1963 \| \| 93 \| Санкт-Петербург \| Кондрашкова Марина Володимирівна \| 12 листопада 1990 \| \| 94 \| Санкт-Петербург \| Кононірова Олена Валеріївна \| 16 січня 1985 \| \| 95 \| Псковська область \| Копилов Олександр Михайлович \| 23 липня 1953 \| \| 96 \| Санкт-Петербург \| Коренко Людмила Олексіївна \| 7 квітня 1954 \| \| 97 \| Санкт-Петербург \| Кочин Антон Юрійович \| 29 січня 1967 \| \| 98 \| Санкт-Петербург \| Краснова Юлія Сергіївна \| 15 червня 1992 \| \| 99 \| Санкт-Петербург \| Крилов Михайло Юрійович \| 4 січня 1982 \| \| 100 \| Санкт-Петербург \| Крилова Світлана Вікторівна \| 6 травня 1985 \| \| 101 \| Санкт-Петербург \| Крилова Христина Михайлівна \| 18 листопада 2005 \| \| 102 \| Санкт-Петербург \| Кротов Олександр Олексійович \| 12 квітня 1979 \| \| 103 \| Ленінградська область \| Кузнецова Наталія Володимирівна \| 5 лютого 1986 \| \| 104 \| Санкт-Петербург \| Кулікова Юлія Віталіївна \| 16 січня 1990 \| \| 105 \| Санкт-Петербург \| Курбатова Тетяна Володимирівна \| 29 серпня 1967 \| \| 106 \| Санкт-Петербург \| Куркаєдова Ірина В'ячеславівна \| 27 жовтня 1955 \| \| 107 \| Санкт-Петербург \| Лапшина Віра Іванівна \| 1 вересня 1946 \| \| 108 \| Санкт-Петербург \| Лачкова Дар’я Олександрівна \| 23 вересня 1995 \| \| 109 \| Ленінградська область \| Лаїшева Надія Олександрівна \| 17 січня 1991 \| \| 110 \| Новгородська область \| Лущенко Ніна Василівна \| 8 липня 1955 \| \| 111 \| Санкт-Петербург \| Максимов Олександр Дмитрович \| 7 жовтня 2000 \| \| 112 \| Санкт-Петербург \| Максимова Марія Володимирівна \| 1 січня 1974 \| \| 113 \| Алтайський край \| Масленникова Юлія Юріївна \| 5 березня 1988 \| \| 114 \| Псковська область \| Мельникова Олена Михайлівна \| 27 жовтня 1962 \| \| 115 \| Санкт-Петербург \| Міллер Тимур Маратович \| 22 березня 1982 \| \| 116 \| Новгородська область \| Михайлов Ігор Геннадійович \| 26 серпня 1978 \| \| 117 \| Ленінградська область \| Михайлюкова Валентина Степанівна \| 18 березня 1955 \| \| 118 \| Санкт-Петербург \| Мнацаканов Леонід Вартанович \| 7 листопада 1975 \| \| 119 \| Санкт-Петербург \| Мовчанов Владислав Ігорович \| 29 липня 1984 \| \| 120 \| Новгородська область \| Мозгіна Аліса Максимівна \| 14 травня 2014 \| \| 121 \| Новгородська область \| Мозгіна Любов Миколаївна \| 22 грудня 1975 \| \| 122 \| Санкт-Петербург \| Мойсеєва Альона Андріївна \| 22 серпня 2010 \| \| 123 \| Санкт-Петербург \| Мойсеєва Олена Володимирівна \| 18 квітня 1976 \| \| 124 \| Санкт-Петербург \| Мокієвська Тетяна Василівна \| 23 травня 1988 \| \| 125 \| Псковська область \| Мурашова Катерина Сергіївна \| 5 листопада 1983 \| \| 126 \| Санкт-Петербург \| Найок Максим Сергійович \| 8 квітня 1988 \| \| 127 \| Новгородська область \| Ніколаєва Катерина Іванівна \| 21 березня 1973 \| \| 128 \| Санкт-Петербург \| Огородова Ксенія Олександрівна \| 9 лютого 1982 \| \| 129 \| Ленінградська область \| Олександров Олександр Сергійович \| 11 липня 1976 \| \| 130 \| Санкт-Петербург \| Олексієв Олексій Сергійович \| 7 грудня 1983 \| \| 131 \| Санкт-Петербург \| Орлеанська Ірина Андріївна \| 20 січня 1988 \| \| 132 \| Санкт-Петербург \| Орлеанський Дмитро Сергійович \| 27 листопада 1984 \| \| 133 \| Новгородська область \| Осипов Захар Ілліч \| 6 травня 2007 \| \| 134 \| Новгородська область \| Осипов Ілля Володимирович \| 4 лютого 1980 \| \| 135 \| Санкт-Петербург \| Осипова Наталія Анатоліївна \| 21 лютого 1962 \| \| 136 \| Ленінградська область \| Павлова Ірина Геннадіївна \| 23 вересня 1963 \| \| 137 \| Санкт-Петербург \| Павлова Ольга Олександрівна \| 24 вересня 1973 \| \| 138 \| Санкт-Петербург \| Паніна Олександра Петрівна \| 30 березня 1990 \| \| 139 \| Санкт-Петербург \| Паніна Тетяна Леонідівна \| 30 грудня 1959 \| \| 140 \| Красноярський край \| Пахар Ганна Михайлівна \| 11 липня 1990 \| \| 141 \| Псковська область \| Пікальова Ірина Георгіївна \| 15 березня 1959 \| \| 142 \| Санкт-Петербург \| Пилип Олександра Федорівна \| 21 січня 1968 \| \| 143 \| Ленінградська область \| Подлевських Марія Валентинівна \| 20 березня 1975 \| \| 144 \| Санкт-Петербург \| Пономарьова Надія Володимирівна \| 17 січня 1974 \| \| 145 \| Санкт-Петербург \| Прусакова Світлана Миколаївна \| 20 грудня 1957 \| \| 146 \| Санкт-Петербург \| Пряников Євген Андрійович \| 3 лютого 2004 \| \| 147 \| Санкт-Петербург \| Пуліанов Роман Анатолійович \| 13 листопада 1985 \| \| 148 \| Санкт-Петербург \| Пухкаєва Олена Анатоліївна \| 26 квітня 1963 \| \| 149 \| Санкт-Петербург \| Пяточенко Неллі Володимирівна \| 20 січня 1963 \| \| 150 \| Ленінградська область \| Радлевич Ганна Іванівна \| 2 липня 1959 \| \| 151 \| Ленінградська область \| Радлевич Олександр Михайлович \| 4 січня 1956 \| \| 152 \| Санкт-Петербург \| Родіна Олена Миколаївна \| 1 листопада 1980 \| \| 153 \| Новгородська область \| Ростенко Наталія Миколаївна \| 8 січня 1959 \| \| 154 \| Санкт-Петербург \| Савельєв Павло Володимирович \| 6 липня 1975 \| \| 155 \| Санкт-Петербург \| Сагдатулліна Наталія Анатоліївна \| 5 березня 1964 \| \| 156 \| Санкт-Петербург \| Сакерін Ілля Олександрович \| 31 травня 1990 \| \| 157 \| Санкт-Петербург \| Сакеріна Влада Андріївна \| 11 вересня 1992 \| \| 158 \| Санкт-Петербург \| Салахбеков Даніал Магомеднабійовіч \| 16 травня 2001 \| \| 159 \| Санкт-Петербург \| Салахбекова Діана Магомеднабієвна \| 31 березня 2006 \| \| 160 \| Ленінградська область \| Саяпін Олексій Вікторович \| 23 вересня 1970 \| \| 161 \| Ленінградська область \| Саяпіна Наталія Володимирівна \| 24 жовтня 1975 \| \| 162 \| Санкт-Петербург \| Севрюкова Вікторія Олексіївна \| 22 січня 1991 \| \| 163 \| Республіка Карелія \| Семаков Олексій Андрійович \| 8 жовтня 1979 \| \| 164 \| Республіка Карелія \| Семакова Оксана Олександрівна \| 23 вересня 1975 \| \| 165 \| Ленінградська область \| Семенов Олександр Петрович \| 10 травня 1966 \| \| 166 \| Санкт-Петербург \| Сергеєв Геннадій Олексійович \| 3 листопада 1955 \| \| 167 \| Санкт-Петербург \| Сергеєв Олексій Володимирович \| 15 березня 1951 \| \| 168 \| Ленінградська область \| Сергеєва Олена Володимирівна \| 29 травня 1953 \| \| 169 \| Санкт-Петербург \| Сергеєва Софія Петрівна \| 14 березня 1953 \| \| 170 \| Ленінградська область \| Симанова Маргарита Аркадіївна \| 26 квітня 1982 \| \| 171 \| Санкт-Петербург \| Скородумов Віктор Олександрович \| 11 серпня 1951 \| \| 172 \| Санкт-Петербург \| Скородумова Людмила Юріївна \| 19 вересня 1953 \| \| 173 \| Ленінградська область \| Смирнов Юрій Миколайович \| 12 вересня 1960 \| \| 174 \| Санкт-Петербург \| Смирнова Віра Василівна \| 16 вересня 1941 \| \| 175 \| Ленінградська область \| Смирнова Ірина Леонідівна \| 30 квітня 1966 \| \| 176 \| Новгородська область \| Смоленкова Тетяна Владиславівна \| 27 квітня 1952 \| \| 177 \| Санкт-Петербург \| Соколова Ірина Сергіївна \| 20 травня 1986 \| \| 178 \| Санкт-Петербург \| Соловйова Тетяна Михайлівна \| 10 червня 1957 \| \| 179 \| Санкт-Петербург \| Сологубов Євген Олександрович \| 12 січня 1990 \| \| 180 \| Санкт-Петербург \| Статська Анастасія Василівна \| 27 квітня 1992 \| \| 181 \| Ленінградська область \| Тарасов Олександр Петрович \| 19 липня 1953 \| \| 182 \| Ленінградська область \| Тарасова Лариса Федорівна \| 23 жовтня 1954 \| \| 183 \| Санкт-Петербург \| Терьохіна Галина Федорівна \| 14 листопада 1959 \| \| 184 \| Санкт-Петербург \| Тимошенко Андрій Миколайович \| 20 травня 1975 \| \| 185 \| Псковська область \| Тихомиров Олексій Миколайович \| 22 травня 1981 \| \| 186 \| Санкт-Петербург \| Тихомирова Анастасія Андріївна \| 3 липня 1987 \| \| 187 \| Санкт-Петербург \| Тишинська Ганна Андріївна \| 2 жовтня 1980 \| \| 188 \| Тюменська область \| Томіна Олена Володимирівна \| 1 вересня 1969 \| \| 189 \| Санкт-Петербург \| Федорков Михайло Андрійович \| 7 вересня 1988 \| \| 190 \| Санкт-Петербург \| Федоров Федір Дмитрович \| 17 лютого 2010 \| \| 191 \| Санкт-Петербург \| Федорова Олена Володимирівна \| 7 січня 1975 \| \| 192 \| Ленінградська область \| Федорова Тетяна Олександрівна \| 8 грудня 1979 \| \| 193 \| Ленінградська область \| Харитонов Леонід Миколайович \| 5 квітня 1971 \| \| 194 \| Ленінградська область \| Харитонова Анастасія Леонідівна \| 5 листопада 2001 \| \| 195 \| Ленінградська область \| Харитонова Оксана Олексіївна \| 17 серпня 1971 \| \| 196 \| Санкт-Петербург \| Хмелевський Дмитро Валерійович \| 10 липня 1989 \| \| 197 \| Ленінградська область \| Хусаїнова Олена Русланівна \| 2 січня 1967 \| \| 198 \| Архангельська область \| Чернова Олександра Олексіївна \| 2 березня 1996 \| \| 199 \| Санкт-Петербург \| Шарова Ірина Михайлівна \| 22 липня 1977 \| \| 200 \| Санкт-Петербург \| Шеїн Юрій В’ячеславович \| 1 квітня 1977 \| \| 201 \| Санкт-Петербург \| Шеїна Анастасія Юріївна \| 7 березня 2012 \| \| 202 \| Санкт-Петербург \| Шеїна Ольга Олександрівна \| 10 травня 1985 \| \| 203 \| Санкт-Петербург \| Шиллер Дар’я Вікторівна \| 23 липня 1983 \| \| 204 \| Санкт-Петербург \| Шихіна Катерина Валеріївна \| 31 березня 1990 \| \| 205 \| Удмуртська Республіка \| Шишкіна Марія Андріївна \| 21 вересня 1987 \| \| 206 \| Санкт-Петербург \| Шульгінов Євген Володимирович \| 8 лютого 1979 \| \| 207 \| Санкт-Петербург \| Шульгінов Кирило Євгенович \| 4 травня 2012 \| \| 208 \| Ленінградська область \| Шульгінова Ольга Вікторівна \| 13 жовтня 1980 \| \| 209 \| Ленінградська область \| Шурко Наталія Вікторівна \| 29 серпня 1971 \| \| 210 \| Санкт-Петербург \| Явсін Євген Валерійович \| 2 березня 1994 \| \| 211 \| Санкт-Петербург \| Явсіна Єлизавета Олександрівна \| 12 серпня 1970 \| \| 212 \| Новгородська область \| Ясменко Тетяна Іванівна \| 15 липня 1987 \| |                       |                                     |                   |
| № | Регіон                | Прізвище та ім'я                    | Дата народження   |
| 1 | Санкт-Петербург       | Акімов Михайло Євгенович            | 30 травня 1973    |
| 2 | Санкт-Петербург       | Амосов Андрій Володимирович         | 8 грудня 1964     |
| 3 | Санкт-Петербург       | Анікеєва Маргарита Яківна           | 14 вересня 1949   |
| 4 | Санкт-Петербург       | Анісімов Віктор Анатолійович        | 7 травня 1962     |
| 5 | Санкт-Петербург       | Баглаєв Павло Володимирович         | 12 грудня 1960    |
| 6 | Ленінградська область | Башакова Надія Олександрівна        | 15 листопада 1937 |
| 7 | Ленінградська область | Беспалова Галина Миколаївна         | 16 вересня 1949   |
| 8 | Ленінградська область | Богданов Антон Дмитрович            | 28 жовтня 2005    |
| 9 | Ленінградська область | Богданов Дмитро Євгенович           | 27 січня 1969     |
| 10 | Ленінградська область | Богданова Анастасія Дмитрівна       | 4 жовтня 1993     |
| 11 | Санкт-Петербург       | Богданова Валерія Сергіївна         | 16 листопада 1990 |
| 12 | Санкт-Петербург       | Брюло Євген Олександрович           | 21 листопада 1966 |
| 13 | Санкт-Петербург       | Брюло Марина В'ячеславівна          | 28 січня 1967     |
| 14 | Смоленська область    | Булеєва Юлія В'ячеславівна          | 15 липня 1990     |
| 15 | Санкт-Петербург       | Буткевич Олександр Костянтинович    | 27 серпня 1955    |
| 16 | Санкт-Петербург       | Валянська Катерина Валентинівна     | 22 липня 1992     |
| 17 | ?                     | Васильєва Лілія                     | 16 вересня 2002   |
| 18 | Новгородська область  | Васильєва Марина Миколаївна         | 1 вересня 1958    |
| 19 | Санкт-Петербург       | Ветлугін Олександр Аркадійович      | 26 липня 1980     |
| 20 | Санкт-Петербург       | Винник Дмитро Олегович              | 6 вересня 2013    |
| 21 | Санкт-Петербург       | Винник Маріанна                     | 26 травня 1987    |
| 22 | Санкт-Петербург       | Винник Олександра Олегівна          | 6 лютого 2012     |
| 23 | Ленінградська область | Виноградська Євгенія Валеріївна     | 26 листопада 1986 |
| 24 | Псковська область     | Віталєва Аліса Денисівна            | 28 лютого 2001    |
| 25 | Псковська область     | Віталєва Ірина Сергіївна            | 5 лютого 1978     |
| 26 | Санкт-Петербург       | Вишнєв Армен Наполеонович           | 26 жовтня 1988    |
| 27 | Санкт-Петербург       | Волженкова Ганна Володимирівна      | 2 травня 1987     |
| 28 | Санкт-Петербург       | Волков Микола Миколайович           | 12 грудня 1982    |
| 29 | Санкт-Петербург       | Волкова Марина Володимирівна        | 14 листопада 1965 |
| 30 | Санкт-Петербург       | Волкова Юлія Миколаївна             | 28 квітня 1967    |
| 31 | Санкт-Петербург       | Воскресенська Ельвіра Олександрівна | 8 лютого 1987     |
| 32 | Санкт-Петербург       | Гавриков Олександр Вікторович       | 4 січня 1980      |
| 33 | Санкт-Петербург       | Гайдамак Аліна Миколаївна           | 30 квітня 1988    |
| 34 | Санкт-Петербург       | Гайдамак Олена В'ячеславівна        | 8 червня 1965     |
| 35 | Новгородська область  | Галанова Олена Євгенівна            | 23 жовтня 1972    |
| 36 | Санкт-Петербург       | Герасина Віра Олексіївна            | 16 вересня 2009   |
| 37 | Санкт-Петербург       | Герасіна Юлія Борисівна             | 29 травня 1973    |
| 38 | Санкт-Петербург       | Гірін Дмитро Володимирович          | 23 вересня 1983   |
| 39 | Санкт-Петербург       | Глидяєв Деніс Миколайович           | 17 січня 1982     |
| 40 | Санкт-Петербург       | Голенков Володимир Львович          | 26 березня 1967   |
| 41 | Санкт-Петербург       | Голенкова Вікторія Юріївна          | 14 липня 1970     |
| 42 | Санкт-Петербург       | Голенкова Діана Еміновна            | 2 вересня 2011    |
| 43 | Санкт-Петербург       | Голубева Ніна Валеріївна            | 21 січня 1972     |
| 44 | Псковська область     | Горбатенко Андрій Юрійович          | 14 липня 1980     |
| 45 | Санкт-Петербург       | Гордін Леонід Валерійович           | 27 листопада 1986 |
| 46 | Ленінградська область | Гречкіна Тетяна Іванівна            | 20 січня 1952     |
| 47 | Санкт-Петербург       | Григорьєва Дар’я Юріївна            | 29 грудня 1991    |
| 48 | Санкт-Петербург       | Григорьєва Катерина Сергіївна       | 2 липня 2003      |
| 49 | ?                     | Григорьєва Наталія                  | 8 квітня 1979     |
| 50 | Ленінградська область | Громов Олексій Михайлович           | 1 червня 1988     |
| 51 | Ленінградська область | Громова Дарина Олексіївна           | 26 грудня 2014    |
| 52 | Ленінградська область | Громова Тетяна Сергіївна Олексіївна | 9 грудня 1988     |
| 53 | Новгородська область  | Гумичко Людмила Миколаївна          | 25 травня 1958    |
| 54 | Санкт-Петербург       | Даниленко Надія Едуардівна          | 18 квітня 1990    |
| 55 | Санкт-Петербург       | Данилова Наталія Сергіївна          | 24 серпня 1987    |
| 56 | Санкт-Петербург       | Дементич Тетяна Вікторівна          | 7 травня 1951     |
| 57 | Санкт-Петербург       | Добриця Андрій Володимирович        | 18 лютого 1971    |
| 58 | Санкт-Петербург       | Добриця Римма Асхатовна             | 7 серпня 1971     |
| 59 | Санкт-Петербург       | Домашня Олена Олександрівна         | 15 листопада 1990 |
| 60 | ?                     | Дудочкіна Світлана                  | 14 березня 1962   |
| 61 | ?                     | Дунаєв Олександр                    | 16 лютого 1947    |
| 62 | Ленінградська область | Дунаєва Ніна Миколаївна             | 8 червня 1953     |
| 63 | Санкт-Петербург       | Дутченко Олена Борисівна            | 28 листопада 1968 |
| 64 | Санкт-Петербург       | Душечкіна Валерія Андріївна         | 10 травня 2005    |
| 65 | Санкт-Петербург       | Євграфова Євгенія Андріївна         | 7 червня 1988     |
| 66 | Санкт-Петербург       | Жималенков Мирон Сергійович         | 27 липня 2013     |
| 67 | Санкт-Петербург       | Жималенков Сергій Євгенович         | 13 серпня 1983    |
| 68 | Санкт-Петербург       | Жималенкова Олена Володимирівна     | 16 лютого 1986    |
| 69 | Санкт-Петербург       | Завгородня Ірина Валентинівна       | 30 серпня 1973    |
| 70 | Новгородська область  | Замолотова Галина Миколаївна        | 9 січня 1953      |
| 71 | Ленінградська область | Зорькіна Ганна Валеріївна           | 10 березня 1984   |
| 72 | Ленінградська область | Зорькіна Ганна Вікторівна           | 18 серпня 1986    |
| 73 | Ленінградська область | Зуєва Марина Сергіївна              | 12 лютого 1990    |
| 74 | Санкт-Петербург       | Іванова Іраїда Олександрівна        | 22 травня 1938    |
| 75 | Санкт-Петербург       | Іванюк Галина Володимирівна         | 28 грудня 1957    |
| 76 | Ленінградська область | Івлева Марина Олександрівна         | 10 січня 1971     |
| 77 | Ленінградська область | Івлева Марія Романівна              | 7 вересня 2000    |
| 78 | Санкт-Петербург       | Ілларіонова Олександра Іванівна     | 14 серпня 1987    |
| 79 | Новгородська область  | Іщенко Ірина Миколаївна             | 31 січня 1953     |
| 80 | Санкт-Петербург       | Йоргенс Олена Володимирівна         | 4 жовтня 1971     |
| 81 | Пермський край        | Казак Любов Василівна               | 6 листопада 1957  |
| 82 | Санкт-Петербург       | Калиніна Євгенія Іванівна           | 5 травня 1951     |
| 83 | Ленінградська область | Калиніна Ольга Вікторівна           | 10 грудня 1973    |
| 84 | Санкт-Петербург       | Канчерова Валерія Валеріївна        | 21 лютого 1983    |
| 85 | Ленінградська область | Ким Людмила Вікторівна              | 4 липня 1975      |
| 86 | Санкт-Петербург       | Кириллова Ольга Володимирівна       | 11 серпня 1985    |
| 87 | Ленінградська область | Кисельов Анатолій Сергійович        | 21 серпня 1983    |
| 88 | Тамбовська область    | Клочков Олексій Юрійович            | 1 липня 1989      |
| 89 | Тамбовська область    | Клочкова Світлана Сергіївна         | 25 січня 1989     |
| 90 | Санкт-Петербург       | Ковальова Ірина Олександрівна       | 2 вересня 1967    |
| 91 | Псковська область     | Кожемякова Катерина Миколаївна      | 19 серпня 1982    |
| 92 | Мурманська область    | Козлова Любов Володимирівна         | 1 липня 1963      |
| 93 | Санкт-Петербург       | Кондрашкова Марина Володимирівна    | 12 листопада 1990 |
| 94 | Санкт-Петербург       | Кононірова Олена Валеріївна         | 16 січня 1985     |
| 95 | Псковська область     | Копилов Олександр Михайлович        | 23 липня 1953     |
| 96 | Санкт-Петербург       | Коренко Людмила Олексіївна          | 7 квітня 1954     |
| 97 | Санкт-Петербург       | Кочин Антон Юрійович                | 29 січня 1967     |
| 98 | Санкт-Петербург       | Краснова Юлія Сергіївна             | 15 червня 1992    |
| 99 | Санкт-Петербург       | Крилов Михайло Юрійович             | 4 січня 1982      |
| 100 | Санкт-Петербург       | Крилова Світлана Вікторівна         | 6 травня 1985     |
| 101 | Санкт-Петербург       | Крилова Христина Михайлівна         | 18 листопада 2005 |
| 102 | Санкт-Петербург       | Кротов Олександр Олексійович        | 12 квітня 1979    |
| 103 | Ленінградська область | Кузнецова Наталія Володимирівна     | 5 лютого 1986     |
| 104 | Санкт-Петербург       | Кулікова Юлія Віталіївна            | 16 січня 1990     |
| 105 | Санкт-Петербург       | Курбатова Тетяна Володимирівна      | 29 серпня 1967    |
| 106 | Санкт-Петербург       | Куркаєдова Ірина В'ячеславівна      | 27 жовтня 1955    |
| 107 | Санкт-Петербург       | Лапшина Віра Іванівна               | 1 вересня 1946    |
| 108 | Санкт-Петербург       | Лачкова Дар’я Олександрівна         | 23 вересня 1995   |
| 109 | Ленінградська область | Лаїшева Надія Олександрівна         | 17 січня 1991     |
| 110 | Новгородська область  | Лущенко Ніна Василівна              | 8 липня 1955      |
| 111 | Санкт-Петербург       | Максимов Олександр Дмитрович        | 7 жовтня 2000     |
| 112 | Санкт-Петербург       | Максимова Марія Володимирівна       | 1 січня 1974      |
| 113 | Алтайський край       | Масленникова Юлія Юріївна           | 5 березня 1988    |
| 114 | Псковська область     | Мельникова Олена Михайлівна         | 27 жовтня 1962    |
| 115 | Санкт-Петербург       | Міллер Тимур Маратович              | 22 березня 1982   |
| 116 | Новгородська область  | Михайлов Ігор Геннадійович          | 26 серпня 1978    |
| 117 | Ленінградська область | Михайлюкова Валентина Степанівна    | 18 березня 1955   |
| 118 | Санкт-Петербург       | Мнацаканов Леонід Вартанович        | 7 листопада 1975  |
| 119 | Санкт-Петербург       | Мовчанов Владислав Ігорович         | 29 липня 1984     |
| 120 | Новгородська область  | Мозгіна Аліса Максимівна            | 14 травня 2014    |
| 121 | Новгородська область  | Мозгіна Любов Миколаївна            | 22 грудня 1975    |
| 122 | Санкт-Петербург       | Мойсеєва Альона Андріївна           | 22 серпня 2010    |
| 123 | Санкт-Петербург       | Мойсеєва Олена Володимирівна        | 18 квітня 1976    |
| 124 | Санкт-Петербург       | Мокієвська Тетяна Василівна         | 23 травня 1988    |
| 125 | Псковська область     | Мурашова Катерина Сергіївна         | 5 листопада 1983  |
| 126 | Санкт-Петербург       | Найок Максим Сергійович             | 8 квітня 1988     |
| 127 | Новгородська область  | Ніколаєва Катерина Іванівна         | 21 березня 1973   |
| 128 | Санкт-Петербург       | Огородова Ксенія Олександрівна      | 9 лютого 1982     |
| 129 | Ленінградська область | Олександров Олександр Сергійович    | 11 липня 1976     |
| 130 | Санкт-Петербург       | Олексієв Олексій Сергійович         | 7 грудня 1983     |
| 131 | Санкт-Петербург       | Орлеанська Ірина Андріївна          | 20 січня 1988     |
| 132 | Санкт-Петербург       | Орлеанський Дмитро Сергійович       | 27 листопада 1984 |
| 133 | Новгородська область  | Осипов Захар Ілліч                  | 6 травня 2007     |
| 134 | Новгородська область  | Осипов Ілля Володимирович           | 4 лютого 1980     |
| 135 | Санкт-Петербург       | Осипова Наталія Анатоліївна         | 21 лютого 1962    |
| 136 | Ленінградська область | Павлова Ірина Геннадіївна           | 23 вересня 1963   |
| 137 | Санкт-Петербург       | Павлова Ольга Олександрівна         | 24 вересня 1973   |
| 138 | Санкт-Петербург       | Паніна Олександра Петрівна          | 30 березня 1990   |
| 139 | Санкт-Петербург       | Паніна Тетяна Леонідівна            | 30 грудня 1959    |
| 140 | Красноярський край    | Пахар Ганна Михайлівна              | 11 липня 1990     |
| 141 | Псковська область     | Пікальова Ірина Георгіївна          | 15 березня 1959   |
| 142 | Санкт-Петербург       | Пилип Олександра Федорівна          | 21 січня 1968     |
| 143 | Ленінградська область | Подлевських Марія Валентинівна      | 20 березня 1975   |
| 144 | Санкт-Петербург       | Пономарьова Надія Володимирівна     | 17 січня 1974     |
| 145 | Санкт-Петербург       | Прусакова Світлана Миколаївна       | 20 грудня 1957    |
| 146 | Санкт-Петербург       | Пряников Євген Андрійович           | 3 лютого 2004     |
| 147 | Санкт-Петербург       | Пуліанов Роман Анатолійович         | 13 листопада 1985 |
| 148 | Санкт-Петербург       | Пухкаєва Олена Анатоліївна          | 26 квітня 1963    |
| 149 | Санкт-Петербург       | Пяточенко Неллі Володимирівна       | 20 січня 1963     |
| 150 | Ленінградська область | Радлевич Ганна Іванівна             | 2 липня 1959      |
| 151 | Ленінградська область | Радлевич Олександр Михайлович       | 4 січня 1956      |
| 152 | Санкт-Петербург       | Родіна Олена Миколаївна             | 1 листопада 1980  |
| 153 | Новгородська область  | Ростенко Наталія Миколаївна         | 8 січня 1959      |
| 154 | Санкт-Петербург       | Савельєв Павло Володимирович        | 6 липня 1975      |
| 155 | Санкт-Петербург       | Сагдатулліна Наталія Анатоліївна    | 5 березня 1964    |
| 156 | Санкт-Петербург       | Сакерін Ілля Олександрович          | 31 травня 1990    |
| 157 | Санкт-Петербург       | Сакеріна Влада Андріївна            | 11 вересня 1992   |
| 158 | Санкт-Петербург       | Салахбеков Даніал Магомеднабійовіч  | 16 травня 2001    |
| 159 | Санкт-Петербург       | Салахбекова Діана Магомеднабієвна   | 31 березня 2006   |
| 160 | Ленінградська область | Саяпін Олексій Вікторович           | 23 вересня 1970   |
| 161 | Ленінградська область | Саяпіна Наталія Володимирівна       | 24 жовтня 1975    |
| 162 | Санкт-Петербург       | Севрюкова Вікторія Олексіївна       | 22 січня 1991     |
| 163 | Республіка Карелія    | Семаков Олексій Андрійович          | 8 жовтня 1979     |
| 164 | Республіка Карелія    | Семакова Оксана Олександрівна       | 23 вересня 1975   |
| 165 | Ленінградська область | Семенов Олександр Петрович          | 10 травня 1966    |
| 166 | Санкт-Петербург       | Сергеєв Геннадій Олексійович        | 3 листопада 1955  |
| 167 | Санкт-Петербург       | Сергеєв Олексій Володимирович       | 15 березня 1951   |
| 168 | Ленінградська область | Сергеєва Олена Володимирівна        | 29 травня 1953    |
| 169 | Санкт-Петербург       | Сергеєва Софія Петрівна             | 14 березня 1953   |
| 170 | Ленінградська область | Симанова Маргарита Аркадіївна       | 26 квітня 1982    |
| 171 | Санкт-Петербург       | Скородумов Віктор Олександрович     | 11 серпня 1951    |
| 172 | Санкт-Петербург       | Скородумова Людмила Юріївна         | 19 вересня 1953   |
| 173 | Ленінградська область | Смирнов Юрій Миколайович            | 12 вересня 1960   |
| 174 | Санкт-Петербург       | Смирнова Віра Василівна             | 16 вересня 1941   |
| 175 | Ленінградська область | Смирнова Ірина Леонідівна           | 30 квітня 1966    |
| 176 | Новгородська область  | Смоленкова Тетяна Владиславівна     | 27 квітня 1952    |
| 177 | Санкт-Петербург       | Соколова Ірина Сергіївна            | 20 травня 1986    |
| 178 | Санкт-Петербург       | Соловйова Тетяна Михайлівна         | 10 червня 1957    |
| 179 | Санкт-Петербург       | Сологубов Євген Олександрович       | 12 січня 1990     |
| 180 | Санкт-Петербург       | Статська Анастасія Василівна        | 27 квітня 1992    |
| 181 | Ленінградська область | Тарасов Олександр Петрович          | 19 липня 1953     |
| 182 | Ленінградська область | Тарасова Лариса Федорівна           | 23 жовтня 1954    |
| 183 | Санкт-Петербург       | Терьохіна Галина Федорівна          | 14 листопада 1959 |
| 184 | Санкт-Петербург       | Тимошенко Андрій Миколайович        | 20 травня 1975    |
| 185 | Псковська область     | Тихомиров Олексій Миколайович       | 22 травня 1981    |
| 186 | Санкт-Петербург       | Тихомирова Анастасія Андріївна      | 3 липня 1987      |
| 187 | Санкт-Петербург       | Тишинська Ганна Андріївна           | 2 жовтня 1980     |
| 188 | Тюменська область     | Томіна Олена Володимирівна          | 1 вересня 1969    |
| 189 | Санкт-Петербург       | Федорков Михайло Андрійович         | 7 вересня 1988    |
| 190 | Санкт-Петербург       | Федоров Федір Дмитрович             | 17 лютого 2010    |
| 191 | Санкт-Петербург       | Федорова Олена Володимирівна        | 7 січня 1975      |
| 192 | Ленінградська область | Федорова Тетяна Олександрівна       | 8 грудня 1979     |
| 193 | Ленінградська область | Харитонов Леонід Миколайович        | 5 квітня 1971     |
| 194 | Ленінградська область | Харитонова Анастасія Леонідівна     | 5 листопада 2001  |
| 195 | Ленінградська область | Харитонова Оксана Олексіївна        | 17 серпня 1971    |
| 196 | Санкт-Петербург       | Хмелевський Дмитро Валерійович      | 10 липня 1989     |
| 197 | Ленінградська область | Хусаїнова Олена Русланівна          | 2 січня 1967      |
| 198 | Архангельська область | Чернова Олександра Олексіївна       | 2 березня 1996    |
| 199 | Санкт-Петербург       | Шарова Ірина Михайлівна             | 22 липня 1977     |
| 200 | Санкт-Петербург       | Шеїн Юрій В’ячеславович             | 1 квітня 1977     |
| 201 | Санкт-Петербург       | Шеїна Анастасія Юріївна             | 7 березня 2012    |
| 202 | Санкт-Петербург       | Шеїна Ольга Олександрівна           | 10 травня 1985    |
| 203 | Санкт-Петербург       | Шиллер Дар’я Вікторівна             | 23 липня 1983     |
| 204 | Санкт-Петербург       | Шихіна Катерина Валеріївна          | 31 березня 1990   |
| 205 | Удмуртська Республіка | Шишкіна Марія Андріївна             | 21 вересня 1987   |
| 206 | Санкт-Петербург       | Шульгінов Євген Володимирович       | 8 лютого 1979     |
| 207 | Санкт-Петербург       | Шульгінов Кирило Євгенович          | 4 травня 2012     |
| 208 | Ленінградська область | Шульгінова Ольга Вікторівна         | 13 жовтня 1980    |
| 209 | Ленінградська область | Шурко Наталія Вікторівна            | 29 серпня 1971    |
| 210 | Санкт-Петербург       | Явсін Євген Валерійович             | 2 березня 1994    |
| 211 | Санкт-Петербург       | Явсіна Єлизавета Олександрівна      | 12 серпня 1970    |
| 212 | Новгородська область  | Ясменко Тетяна Іванівна             | 15 липня 1987     |

| №   | Регіон                | Прізвище та ім'я                    | Дата народження   |
| --- | --------------------- | ----------------------------------- | ----------------- |
| 1   | Санкт-Петербург       | Акімов Михайло Євгенович            | 30 травня 1973    |
| 2   | Санкт-Петербург       | Амосов Андрій Володимирович         | 8 грудня 1964     |
| 3   | Санкт-Петербург       | Анікеєва Маргарита Яківна           | 14 вересня 1949   |
| 4   | Санкт-Петербург       | Анісімов Віктор Анатолійович        | 7 травня 1962     |
| 5   | Санкт-Петербург       | Баглаєв Павло Володимирович         | 12 грудня 1960    |
| 6   | Ленінградська область | Башакова Надія Олександрівна        | 15 листопада 1937 |
| 7   | Ленінградська область | Беспалова Галина Миколаївна         | 16 вересня 1949   |
| 8   | Ленінградська область | Богданов Антон Дмитрович            | 28 жовтня 2005    |
| 9   | Ленінградська область | Богданов Дмитро Євгенович           | 27 січня 1969     |
| 10  | Ленінградська область | Богданова Анастасія Дмитрівна       | 4 жовтня 1993     |
| 11  | Санкт-Петербург       | Богданова Валерія Сергіївна         | 16 листопада 1990 |
| 12  | Санкт-Петербург       | Брюло Євген Олександрович           | 21 листопада 1966 |
| 13  | Санкт-Петербург       | Брюло Марина В'ячеславівна          | 28 січня 1967     |
| 14  | Смоленська область    | Булеєва Юлія В'ячеславівна          | 15 липня 1990     |
| 15  | Санкт-Петербург       | Буткевич Олександр Костянтинович    | 27 серпня 1955    |
| 16  | Санкт-Петербург       | Валянська Катерина Валентинівна     | 22 липня 1992     |
| 17  | ?                     | Васильєва Лілія                     | 16 вересня 2002   |
| 18  | Новгородська область  | Васильєва Марина Миколаївна         | 1 вересня 1958    |
| 19  | Санкт-Петербург       | Ветлугін Олександр Аркадійович      | 26 липня 1980     |
| 20  | Санкт-Петербург       | Винник Дмитро Олегович              | 6 вересня 2013    |
| 21  | Санкт-Петербург       | Винник Маріанна                     | 26 травня 1987    |
| 22  | Санкт-Петербург       | Винник Олександра Олегівна          | 6 лютого 2012     |
| 23  | Ленінградська область | Виноградська Євгенія Валеріївна     | 26 листопада 1986 |
| 24  | Псковська область     | Віталєва Аліса Денисівна            | 28 лютого 2001    |
| 25  | Псковська область     | Віталєва Ірина Сергіївна            | 5 лютого 1978     |
| 26  | Санкт-Петербург       | Вишнєв Армен Наполеонович           | 26 жовтня 1988    |
| 27  | Санкт-Петербург       | Волженкова Ганна Володимирівна      | 2 травня 1987     |
| 28  | Санкт-Петербург       | Волков Микола Миколайович           | 12 грудня 1982    |
| 29  | Санкт-Петербург       | Волкова Марина Володимирівна        | 14 листопада 1965 |
| 30  | Санкт-Петербург       | Волкова Юлія Миколаївна             | 28 квітня 1967    |
| 31  | Санкт-Петербург       | Воскресенська Ельвіра Олександрівна | 8 лютого 1987     |
| 32  | Санкт-Петербург       | Гавриков Олександр Вікторович       | 4 січня 1980      |
| 33  | Санкт-Петербург       | Гайдамак Аліна Миколаївна           | 30 квітня 1988    |
| 34  | Санкт-Петербург       | Гайдамак Олена В'ячеславівна        | 8 червня 1965     |
| 35  | Новгородська область  | Галанова Олена Євгенівна            | 23 жовтня 1972    |
| 36  | Санкт-Петербург       | Герасина Віра Олексіївна            | 16 вересня 2009   |
| 37  | Санкт-Петербург       | Герасіна Юлія Борисівна             | 29 травня 1973    |
| 38  | Санкт-Петербург       | Гірін Дмитро Володимирович          | 23 вересня 1983   |
| 39  | Санкт-Петербург       | Глидяєв Деніс Миколайович           | 17 січня 1982     |
| 40  | Санкт-Петербург       | Голенков Володимир Львович          | 26 березня 1967   |
| 41  | Санкт-Петербург       | Голенкова Вікторія Юріївна          | 14 липня 1970     |
| 42  | Санкт-Петербург       | Голенкова Діана Еміновна            | 2 вересня 2011    |
| 43  | Санкт-Петербург       | Голубева Ніна Валеріївна            | 21 січня 1972     |
| 44  | Псковська область     | Горбатенко Андрій Юрійович          | 14 липня 1980     |
| 45  | Санкт-Петербург       | Гордін Леонід Валерійович           | 27 листопада 1986 |
| 46  | Ленінградська область | Гречкіна Тетяна Іванівна            | 20 січня 1952     |
| 47  | Санкт-Петербург       | Григорьєва Дар’я Юріївна            | 29 грудня 1991    |
| 48  | Санкт-Петербург       | Григорьєва Катерина Сергіївна       | 2 липня 2003      |
| 49  | ?                     | Григорьєва Наталія                  | 8 квітня 1979     |
| 50  | Ленінградська область | Громов Олексій Михайлович           | 1 червня 1988     |
| 51  | Ленінградська область | Громова Дарина Олексіївна           | 26 грудня 2014    |
| 52  | Ленінградська область | Громова Тетяна Сергіївна Олексіївна | 9 грудня 1988     |
| 53  | Новгородська область  | Гумичко Людмила Миколаївна          | 25 травня 1958    |
| 54  | Санкт-Петербург       | Даниленко Надія Едуардівна          | 18 квітня 1990    |
| 55  | Санкт-Петербург       | Данилова Наталія Сергіївна          | 24 серпня 1987    |
| 56  | Санкт-Петербург       | Дементич Тетяна Вікторівна          | 7 травня 1951     |
| 57  | Санкт-Петербург       | Добриця Андрій Володимирович        | 18 лютого 1971    |
| 58  | Санкт-Петербург       | Добриця Римма Асхатовна             | 7 серпня 1971     |
| 59  | Санкт-Петербург       | Домашня Олена Олександрівна         | 15 листопада 1990 |
| 60  | ?                     | Дудочкіна Світлана                  | 14 березня 1962   |
| 61  | ?                     | Дунаєв Олександр                    | 16 лютого 1947    |
| 62  | Ленінградська область | Дунаєва Ніна Миколаївна             | 8 червня 1953     |
| 63  | Санкт-Петербург       | Дутченко Олена Борисівна            | 28 листопада 1968 |
| 64  | Санкт-Петербург       | Душечкіна Валерія Андріївна         | 10 травня 2005    |
| 65  | Санкт-Петербург       | Євграфова Євгенія Андріївна         | 7 червня 1988     |
| 66  | Санкт-Петербург       | Жималенков Мирон Сергійович         | 27 липня 2013     |
| 67  | Санкт-Петербург       | Жималенков Сергій Євгенович         | 13 серпня 1983    |
| 68  | Санкт-Петербург       | Жималенкова Олена Володимирівна     | 16 лютого 1986    |
| 69  | Санкт-Петербург       | Завгородня Ірина Валентинівна       | 30 серпня 1973    |
| 70  | Новгородська область  | Замолотова Галина Миколаївна        | 9 січня 1953      |
| 71  | Ленінградська область | Зорькіна Ганна Валеріївна           | 10 березня 1984   |
| 72  | Ленінградська область | Зорькіна Ганна Вікторівна           | 18 серпня 1986    |
| 73  | Ленінградська область | Зуєва Марина Сергіївна              | 12 лютого 1990    |
| 74  | Санкт-Петербург       | Іванова Іраїда Олександрівна        | 22 травня 1938    |
| 75  | Санкт-Петербург       | Іванюк Галина Володимирівна         | 28 грудня 1957    |
| 76  | Ленінградська область | Івлева Марина Олександрівна         | 10 січня 1971     |
| 77  | Ленінградська область | Івлева Марія Романівна              | 7 вересня 2000    |
| 78  | Санкт-Петербург       | Ілларіонова Олександра Іванівна     | 14 серпня 1987    |
| 79  | Новгородська область  | Іщенко Ірина Миколаївна             | 31 січня 1953     |
| 80  | Санкт-Петербург       | Йоргенс Олена Володимирівна         | 4 жовтня 1971     |
| 81  | Пермський край        | Казак Любов Василівна               | 6 листопада 1957  |
| 82  | Санкт-Петербург       | Калиніна Євгенія Іванівна           | 5 травня 1951     |
| 83  | Ленінградська область | Калиніна Ольга Вікторівна           | 10 грудня 1973    |
| 84  | Санкт-Петербург       | Канчерова Валерія Валеріївна        | 21 лютого 1983    |
| 85  | Ленінградська область | Ким Людмила Вікторівна              | 4 липня 1975      |
| 86  | Санкт-Петербург       | Кириллова Ольга Володимирівна       | 11 серпня 1985    |
| 87  | Ленінградська область | Кисельов Анатолій Сергійович        | 21 серпня 1983    |
| 88  | Тамбовська область    | Клочков Олексій Юрійович            | 1 липня 1989      |
| 89  | Тамбовська область    | Клочкова Світлана Сергіївна         | 25 січня 1989     |
| 90  | Санкт-Петербург       | Ковальова Ірина Олександрівна       | 2 вересня 1967    |
| 91  | Псковська область     | Кожемякова Катерина Миколаївна      | 19 серпня 1982    |
| 92  | Мурманська область    | Козлова Любов Володимирівна         | 1 липня 1963      |
| 93  | Санкт-Петербург       | Кондрашкова Марина Володимирівна    | 12 листопада 1990 |
| 94  | Санкт-Петербург       | Кононірова Олена Валеріївна         | 16 січня 1985     |
| 95  | Псковська область     | Копилов Олександр Михайлович        | 23 липня 1953     |
| 96  | Санкт-Петербург       | Коренко Людмила Олексіївна          | 7 квітня 1954     |
| 97  | Санкт-Петербург       | Кочин Антон Юрійович                | 29 січня 1967     |
| 98  | Санкт-Петербург       | Краснова Юлія Сергіївна             | 15 червня 1992    |
| 99  | Санкт-Петербург       | Крилов Михайло Юрійович             | 4 січня 1982      |
| 100 | Санкт-Петербург       | Крилова Світлана Вікторівна         | 6 травня 1985     |
| 101 | Санкт-Петербург       | Крилова Христина Михайлівна         | 18 листопада 2005 |
| 102 | Санкт-Петербург       | Кротов Олександр Олексійович        | 12 квітня 1979    |
| 103 | Ленінградська область | Кузнецова Наталія Володимирівна     | 5 лютого 1986     |
| 104 | Санкт-Петербург       | Кулікова Юлія Віталіївна            | 16 січня 1990     |
| 105 | Санкт-Петербург       | Курбатова Тетяна Володимирівна      | 29 серпня 1967    |
| 106 | Санкт-Петербург       | Куркаєдова Ірина В'ячеславівна      | 27 жовтня 1955    |
| 107 | Санкт-Петербург       | Лапшина Віра Іванівна               | 1 вересня 1946    |
| 108 | Санкт-Петербург       | Лачкова Дар’я Олександрівна         | 23 вересня 1995   |
| 109 | Ленінградська область | Лаїшева Надія Олександрівна         | 17 січня 1991     |
| 110 | Новгородська область  | Лущенко Ніна Василівна              | 8 липня 1955      |
| 111 | Санкт-Петербург       | Максимов Олександр Дмитрович        | 7 жовтня 2000     |
| 112 | Санкт-Петербург       | Максимова Марія Володимирівна       | 1 січня 1974      |
| 113 | Алтайський край       | Масленникова Юлія Юріївна           | 5 березня 1988    |
| 114 | Псковська область     | Мельникова Олена Михайлівна         | 27 жовтня 1962    |
| 115 | Санкт-Петербург       | Міллер Тимур Маратович              | 22 березня 1982   |
| 116 | Новгородська область  | Михайлов Ігор Геннадійович          | 26 серпня 1978    |
| 117 | Ленінградська область | Михайлюкова Валентина Степанівна    | 18 березня 1955   |
| 118 | Санкт-Петербург       | Мнацаканов Леонід Вартанович        | 7 листопада 1975  |
| 119 | Санкт-Петербург       | Мовчанов Владислав Ігорович         | 29 липня 1984     |
| 120 | Новгородська область  | Мозгіна Аліса Максимівна            | 14 травня 2014    |
| 121 | Новгородська область  | Мозгіна Любов Миколаївна            | 22 грудня 1975    |
| 122 | Санкт-Петербург       | Мойсеєва Альона Андріївна           | 22 серпня 2010    |
| 123 | Санкт-Петербург       | Мойсеєва Олена Володимирівна        | 18 квітня 1976    |
| 124 | Санкт-Петербург       | Мокієвська Тетяна Василівна         | 23 травня 1988    |
| 125 | Псковська область     | Мурашова Катерина Сергіївна         | 5 листопада 1983  |
| 126 | Санкт-Петербург       | Найок Максим Сергійович             | 8 квітня 1988     |
| 127 | Новгородська область  | Ніколаєва Катерина Іванівна         | 21 березня 1973   |
| 128 | Санкт-Петербург       | Огородова Ксенія Олександрівна      | 9 лютого 1982     |
| 129 | Ленінградська область | Олександров Олександр Сергійович    | 11 липня 1976     |
| 130 | Санкт-Петербург       | Олексієв Олексій Сергійович         | 7 грудня 1983     |
| 131 | Санкт-Петербург       | Орлеанська Ірина Андріївна          | 20 січня 1988     |
| 132 | Санкт-Петербург       | Орлеанський Дмитро Сергійович       | 27 листопада 1984 |
| 133 | Новгородська область  | Осипов Захар Ілліч                  | 6 травня 2007     |
| 134 | Новгородська область  | Осипов Ілля Володимирович           | 4 лютого 1980     |
| 135 | Санкт-Петербург       | Осипова Наталія Анатоліївна         | 21 лютого 1962    |
| 136 | Ленінградська область | Павлова Ірина Геннадіївна           | 23 вересня 1963   |
| 137 | Санкт-Петербург       | Павлова Ольга Олександрівна         | 24 вересня 1973   |
| 138 | Санкт-Петербург       | Паніна Олександра Петрівна          | 30 березня 1990   |
| 139 | Санкт-Петербург       | Паніна Тетяна Леонідівна            | 30 грудня 1959    |
| 140 | Красноярський край    | Пахар Ганна Михайлівна              | 11 липня 1990     |
| 141 | Псковська область     | Пікальова Ірина Георгіївна          | 15 березня 1959   |
| 142 | Санкт-Петербург       | Пилип Олександра Федорівна          | 21 січня 1968     |
| 143 | Ленінградська область | Подлевських Марія Валентинівна      | 20 березня 1975   |
| 144 | Санкт-Петербург       | Пономарьова Надія Володимирівна     | 17 січня 1974     |
| 145 | Санкт-Петербург       | Прусакова Світлана Миколаївна       | 20 грудня 1957    |
| 146 | Санкт-Петербург       | Пряников Євген Андрійович           | 3 лютого 2004     |
| 147 | Санкт-Петербург       | Пуліанов Роман Анатолійович         | 13 листопада 1985 |
| 148 | Санкт-Петербург       | Пухкаєва Олена Анатоліївна          | 26 квітня 1963    |
| 149 | Санкт-Петербург       | Пяточенко Неллі Володимирівна       | 20 січня 1963     |
| 150 | Ленінградська область | Радлевич Ганна Іванівна             | 2 липня 1959      |
| 151 | Ленінградська область | Радлевич Олександр Михайлович       | 4 січня 1956      |
| 152 | Санкт-Петербург       | Родіна Олена Миколаївна             | 1 листопада 1980  |
| 153 | Новгородська область  | Ростенко Наталія Миколаївна         | 8 січня 1959      |
| 154 | Санкт-Петербург       | Савельєв Павло Володимирович        | 6 липня 1975      |
| 155 | Санкт-Петербург       | Сагдатулліна Наталія Анатоліївна    | 5 березня 1964    |
| 156 | Санкт-Петербург       | Сакерін Ілля Олександрович          | 31 травня 1990    |
| 157 | Санкт-Петербург       | Сакеріна Влада Андріївна            | 11 вересня 1992   |
| 158 | Санкт-Петербург       | Салахбеков Даніал Магомеднабійовіч  | 16 травня 2001    |
| 159 | Санкт-Петербург       | Салахбекова Діана Магомеднабієвна   | 31 березня 2006   |
| 160 | Ленінградська область | Саяпін Олексій Вікторович           | 23 вересня 1970   |
| 161 | Ленінградська область | Саяпіна Наталія Володимирівна       | 24 жовтня 1975    |
| 162 | Санкт-Петербург       | Севрюкова Вікторія Олексіївна       | 22 січня 1991     |
| 163 | Республіка Карелія    | Семаков Олексій Андрійович          | 8 жовтня 1979     |
| 164 | Республіка Карелія    | Семакова Оксана Олександрівна       | 23 вересня 1975   |
| 165 | Ленінградська область | Семенов Олександр Петрович          | 10 травня 1966    |
| 166 | Санкт-Петербург       | Сергеєв Геннадій Олексійович        | 3 листопада 1955  |
| 167 | Санкт-Петербург       | Сергеєв Олексій Володимирович       | 15 березня 1951   |
| 168 | Ленінградська область | Сергеєва Олена Володимирівна        | 29 травня 1953    |
| 169 | Санкт-Петербург       | Сергеєва Софія Петрівна             | 14 березня 1953   |
| 170 | Ленінградська область | Симанова Маргарита Аркадіївна       | 26 квітня 1982    |
| 171 | Санкт-Петербург       | Скородумов Віктор Олександрович     | 11 серпня 1951    |
| 172 | Санкт-Петербург       | Скородумова Людмила Юріївна         | 19 вересня 1953   |
| 173 | Ленінградська область | Смирнов Юрій Миколайович            | 12 вересня 1960   |
| 174 | Санкт-Петербург       | Смирнова Віра Василівна             | 16 вересня 1941   |
| 175 | Ленінградська область | Смирнова Ірина Леонідівна           | 30 квітня 1966    |
| 176 | Новгородська область  | Смоленкова Тетяна Владиславівна     | 27 квітня 1952    |
| 177 | Санкт-Петербург       | Соколова Ірина Сергіївна            | 20 травня 1986    |
| 178 | Санкт-Петербург       | Соловйова Тетяна Михайлівна         | 10 червня 1957    |
| 179 | Санкт-Петербург       | Сологубов Євген Олександрович       | 12 січня 1990     |
| 180 | Санкт-Петербург       | Статська Анастасія Василівна        | 27 квітня 1992    |
| 181 | Ленінградська область | Тарасов Олександр Петрович          | 19 липня 1953     |
| 182 | Ленінградська область | Тарасова Лариса Федорівна           | 23 жовтня 1954    |
| 183 | Санкт-Петербург       | Терьохіна Галина Федорівна          | 14 листопада 1959 |
| 184 | Санкт-Петербург       | Тимошенко Андрій Миколайович        | 20 травня 1975    |
| 185 | Псковська область     | Тихомиров Олексій Миколайович       | 22 травня 1981    |
| 186 | Санкт-Петербург       | Тихомирова Анастасія Андріївна      | 3 липня 1987      |
| 187 | Санкт-Петербург       | Тишинська Ганна Андріївна           | 2 жовтня 1980     |
| 188 | Тюменська область     | Томіна Олена Володимирівна          | 1 вересня 1969    |
| 189 | Санкт-Петербург       | Федорков Михайло Андрійович         | 7 вересня 1988    |
| 190 | Санкт-Петербург       | Федоров Федір Дмитрович             | 17 лютого 2010    |
| 191 | Санкт-Петербург       | Федорова Олена Володимирівна        | 7 січня 1975      |
| 192 | Ленінградська область | Федорова Тетяна Олександрівна       | 8 грудня 1979     |
| 193 | Ленінградська область | Харитонов Леонід Миколайович        | 5 квітня 1971     |
| 194 | Ленінградська область | Харитонова Анастасія Леонідівна     | 5 листопада 2001  |
| 195 | Ленінградська область | Харитонова Оксана Олексіївна        | 17 серпня 1971    |
| 196 | Санкт-Петербург       | Хмелевський Дмитро Валерійович      | 10 липня 1989     |
| 197 | Ленінградська область | Хусаїнова Олена Русланівна          | 2 січня 1967      |
| 198 | Архангельська область | Чернова Олександра Олексіївна       | 2 березня 1996    |
| 199 | Санкт-Петербург       | Шарова Ірина Михайлівна             | 22 липня 1977     |
| 200 | Санкт-Петербург       | Шеїн Юрій В’ячеславович             | 1 квітня 1977     |
| 201 | Санкт-Петербург       | Шеїна Анастасія Юріївна             | 7 березня 2012    |
| 202 | Санкт-Петербург       | Шеїна Ольга Олександрівна           | 10 травня 1985    |
| 203 | Санкт-Петербург       | Шиллер Дар’я Вікторівна             | 23 липня 1983     |
| 204 | Санкт-Петербург       | Шихіна Катерина Валеріївна          | 31 березня 1990   |
| 205 | Удмуртська Республіка | Шишкіна Марія Андріївна             | 21 вересня 1987   |
| 206 | Санкт-Петербург       | Шульгінов Євген Володимирович       | 8 лютого 1979     |
| 207 | Санкт-Петербург       | Шульгінов Кирило Євгенович          | 4 травня 2012     |
| 208 | Ленінградська область | Шульгінова Ольга Вікторівна         | 13 жовтня 1980    |
| 209 | Ленінградська область | Шурко Наталія Вікторівна            | 29 серпня 1971    |
| 210 | Санкт-Петербург       | Явсін Євген Валерійович             | 2 березня 1994    |
| 211 | Санкт-Петербург       | Явсіна Єлизавета Олександрівна      | 12 серпня 1970    |
| 212 | Новгородська область  | Ясменко Тетяна Іванівна             | 15 липня 1987     |

| № | Регіон          | Прізвище та ім’я                | Дата народження |
| - | --------------- | ------------------------------- | --------------- |
| 1 | Санкт-Петербург | Серединський Роман Анатолійович | 5 червня 1987   |

## Версії та припущення
За попередніми висновками єгипетської влади причиною катастрофи стали технічні несправності. Пізніше слідчі встановили що авіакатастрофу спричинив вибух у літаку але що стало причиною вибуху поки достеменно не відомо. Одна з версій[чия?] — терористичний акт з боку Ісламської Держави (ІД). Відомо[кому?], що єгипетське крило ІД взяло на себе відповідальність одразу після катастрофи. Вони назвали це помстою за російські бомбардування мусульман в Сирії.
30 грудня 2015 масова англійська щоденна газета Daily Mail заявила, що у неї начебто є докази причетності до вибуху на літаку російських спецслужб.

## Інформаційна війна навкруги події
Росія спочатку взагалі відкидала припущення міжнародних авіаційних експертів про терористичний акт. Організація ІДІЛ, навпаки — кілька раз брала на себе відповідальність за теракт, однак російські офіційні особи (наприклад, Міністр транспорту РФ Максим Соколов), спростовували ці заяви, а речник збройних сил Асада Мухаммед Самір навіть звинуватив ІДІЛ у фальсифікації.
Так російське державне інформаційне агентство ТАСС повідомляло про «вибух у двигуні» з посиланням начебто на єгипетських слідчих та на видання «Аль-Масрі аль-Яум».
Ще до того, як з записів «бортових самописців» літака стало ясно, що це був вибух, американські та британські спецслужби, що вели власне «дистанційне» розслідування катастрофи літака, в своїх публічних коментарях наголошували, що це був теракт.

 
Економіст, аналітик та критик путінського режиму А. М. Ілларіонов відмітив цілу серію інформаційних вкидань на тему «ІДІЛ — не ІДІЛ», що по суті носили відверто дезинформаційний характер. Він також нагадав про телефонний дзвінок британського прем'єра Камерона Путіну що мав місце 5 листопада (зміст якого ЗМІ не повідомлявся), після чого російська інформаційна кампанія, що була розпочата 2 листопада, за наказом Кремля була разом припинена. А 6 листопада було проведене термінове засіданна Ради Безпеки РФ. Ілларіонов не назвав головного підозрюваного у закладанні бомби в літак, але пояснив:
Слід особливо відзначити, що незважаючи на численні коментарі представників західних спецслужб про технічну природу катастрофи А321 — вибух на борту літака — ніхто з них (крім Росії) не називав як підозрюваних у теракті бойовиків ІДІЛ.

## Історія літака
Літак Airbus A321-231 (заводський серійний номер 663) був збудований в 1997 році, перший політ здійснив 9 травня 1997 року. Далі він мав наступних власників:
| Власник / Лізингоодержувач / Сублізингоодержувач | Власник / Лізингоодержувач / Сублізингоодержувач | Власник / Лізингоодержувач / Сублізингоодержувач | Держава                       | Період                            | Бортовий номер           |
| ------------------------------------------------ | ------------------------------------------------ | ------------------------------------------------ | ----------------------------- | --------------------------------- | ------------------------ |
| International Lease Finance Corporation          | International Lease Finance Corporation          | International Lease Finance Corporation          | Сполучені Штати Америки       | Весна 1997 — 30 квітня 2012       | F-OHMP, TC-OAE та EI-ETJ |
|                                                  | Middle East Airlines                             | Middle East Airlines                             | Ліванська Республіка          | 27 травня 1997 — травень 2003     | F-OHMP                   |
|                                                  | Onur Air                                         | Onur Air                                         | Турецька Республіка           | 2 червня 2003 — весна 2012        | TC-OAE                   |
|                                                  |                                                  | Saudi Arabian Airlines                           | Королівство Саудівська Аравія | Січень — 5 квітня 2007            | TC-OAE                   |
|                                                  |                                                  | Saudi Arabian Airlines                           | Королівство Саудівська Аравія | 30 листопада 2007 — 24 січня 2008 | TC-OAE                   |
|                                                  |                                                  | Cham Wings Airlines                              | Сирійська Арабська Республіка | 30 липня — 29 вересня 2010        | TC-OAE                   |
|                                                  | ТОВ «Авіакомпанія Когалимавіа»                   | ТОВ «Авіакомпанія Когалимавіа»                   | Російська Федерація           | 30 березня — 30 квітня 2012       | EI-ETJ                   |
| AerCap                                           | AerCap                                           | AerCap                                           | Королівство Нідерландів       | 30 квітня 2012 — дотепер          | EI-ETJ                   |
|                                                  | Metrojet                                         | Metrojet                                         | Російська Федерація           | 1 травня 2012 — дотепер           | EI-ETJ                   |
|                                                  |                                                  |                                                  |                               |                                   |                          |

## Цікаві факти
- 19 травня 2016 року Росія, не зважаючи на скрутне економічне становище, викликане антиросійським санкціями, підписала угоду про надання Єгипту кредиту в $25 млрд[18].

## Вшанування пам'яті

### Росія
- 28 жовтня 2017 року у місті Санкт-Петербург був відкритий пам'ятник жертвам авіакатастрофи.
- 31 жовтня 2017 року у місті Всеволожськ був відкритий пам'ятник жертвам авіакатастрофи над Синаєм «Сад Пам'яті».